# Монев, Крум
Монев, Крум (Оштава, 1927 - Долна-Градешница, 2001) - македонский националист из Пиринской Македонии, участник вооруженной борьбы против коммунистической власти в Народной Республике Болгария.

## Биография
Родился в селе Оштава в Пиринской Македонии 5 мая 1927-го года. Со школьных лет увлекся идеями македонского автономизма. После войны был призван в армию и определен в Трудовые войска. В начале 1948-го года присоединился к антикоммунистической чете Герасима Тодорова. В марте 1948-го года отряд был разгромлен, а Крум Монев арестован. По его утверждениям, должен был быть приговорен к смертной казни, но в силу возраста смертная казнь была заменена тюремным заключением. Освобожденный после семи лет, Крум Монев попытался бежать в Югославию, но был схвачен и повторно помещен в тюрьму. Совокупно он провел в тюрьмах 16 лет . По освобождении вернулся в Пиринскую Македонию. После падения социализма в Болгарии опубликовал самиздатом три автобиографических книги, в которых излагал свой взгляд на родной край, идентичность его жителей и четническую борьбу 1940-х.

## Взгляды
В 1940–50-е годы в Пиринском крае Народной Республики Болгария проводилась политика македонизации, направленная на формирование у его жителей македонского национального самосознания. Политика не имела массового успеха, большинство жителей края продолжало считать себя болгарами . Крум Монев, однако, относился к тем немногим жителям края, которые приняли македонскую идентичность как национальную, а не региональную. По освобождении из тюрьмы, и после того, как политика македонизации была свернута,  а македонцы объявлены частью болгарского народа, Монев постоянно декларировал свою македонскую национальную идентичность, несмотря на нападки и травлю. Сам он описывал себя как "македонца, фанатичного до болезненности". С исчезновением цензуры Монев написал и издал самиздатом три книги - "Македония - моя опора", "Зловещий 1948-й год для Пиринской Македонии" и автобиографический роман "Змей", где пылко отстаивал македонскую идентичность и излагал свой взгляд на борьбу четников Герасима Тодорова - как борьбу за независимую и объединенную Македонию. Такая трактовка подверглась критике болгарских историков как не соответствующая действительности  . Вышедшие на болгарском языке, труды Крума Монева были переведены на македонский язык.